# Achilleus von Spoleto
Achilleus von Spoleto (* wirksam im 5. Jahrhundert) war Bischof von Spoleto.

## Leben und Werk
Achilleus von Spoleto wurde von Kaiser Flavius Honorius eingesetzt, im Jahr 419 den Osterfeierlichkeiten in Rom vorzustehen, nachdem sich Bonifatius I. und dessen Gegenkandidat Eulalius in ihren  Streitigkeiten um die Wahl zum Bischof von Rom nicht einigen konnten. Diesen Sachverhalt berichten die Briefe 21 bis 32 der Collectio Avellana. Die beiden Kontrahenten wurden in diesem Handlungskontext der Stadt verwiesen. Die Wahl Achilleus für diese Aufgabe zeigt die Wertschätzung, die er am Kaiserhof von Ravenna genoss.
Achilleus wird mit demjenigen Achilles identifiziert, der als Erbauer der Petrus-Kirche an der Via Flaminia bei Spoleto vier Epigramme verfasste, die den Primat des Petrus zum Thema haben. Sie sind für die Dogmengeschichte interessant.